# Der er et yndigt land
Der er et yndigt land är tillsammans med Kong Christian stod ved højen Mast en av Danmarks två nationalsånger. Till skillnad från den sistnämnda är denna ej officiellt antagen. Texten skrevs 1819 av Adam Gottlob Oehlenschläger, och den melodi som oftast används är av Hans Ernst Krøyer. Bland andra Carl Nielsen har gjort alternativa tonsättningar. Första strofen lyder i översättning:
Det finns ett förtjusande land
Som står med breda bokträd
Nära den salta Österstranden
Det buktar sig i backar och dälder
Och heter gamla Danmark
Och det är Frejas sal
Normalt sjungs första versen samt de fyra sista raderna på sista versen .